# Caturus
Caturus (uit het Grieks: κατω kato, 'naar beneden' en Grieks: οὐρά ourá 'staart') is een geslacht van uitgestorven straalvinnige beenvissen binnen de familie Caturidae en de orde Amiiformes, gerelateerd aan moderne moddersnoek. Fossielen van dit geslacht variëren van 200 tot 109 miljoen jaar geleden. Er is gesuggereerd dat het geslacht niet-monofyletisch is met betrekking tot andere caturide geslachten.

## Soorten
- Caturus agassizi
- Caturus chaperi
- Caturus chirotes
- Caturus dartoni
- Caturus ferox
- Caturus furcatus
- Caturus heterurus
- Caturus insignis
- Caturus latipennis
- Caturus porteri
- Caturus retrodorsalis
- Caturus stenospondylus
- Caturus stenoura
- Caturus velifer

## Verspreiding
Dit geslacht was aanwezig in het Krijt van Duitsland, Japan, Spanje, Tunesië, het Verenigd Koninkrijk, van het Jura tot het Krijt van Frankrijk en het Perm van China.